# ويزلي دنيس (كاتب)
ويزلي دنيس (بالإنجليزية: Wesley Dennis)‏ هو رسام توضيحي وكاتب أمريكي، ولد في 16 مايو 1903 في فالموث في الولايات المتحدة، وتوفي بنفس المكان في 3 سبتمبر 1966.